# Малая Бобылевка (Глуховский район)
Малая Бобылевка (укр. Мала Бобилівка) — село,
Сопычский сельский совет,
Глуховский район,
Сумская область,
Украина.
Население по данным 1982 года составляло 10 человек.
Село ликвидировано в 1988 году .

## Географическое положение
Село Малая Бобылевка находится на правом берегу реки Клевень,
выше по течению на расстоянии в 3 км расположено село Потаповка,
ниже по течению на расстоянии в 2 км расположено село Бобылевка,
на противоположном берегу — село Искра (Курская область).
По реке проходит граница с Россией.

## История
В XIX веке деревня Малая Бобылевка было в составе Улановской волости Глуховского уезда Черниговской губернии.
В 1988 году село было ликвидировано .